# Jacques Handschin
Jacques Handschin, född 4 maj 1886 i Moskva, död 25 november 1955 i Basel, var en schweizisk musikforskare.
Handschin studerade filologi för Karl Krumbacher, historia och matematik vid universiteten i Basel och München samt musik, främst orgelspel hos Max Reger, Karl Straube och Charles-Marie Widor. Han var professor i orgelspelning vid Sankt Petersburgs konservatorium 1914–1921, blev vid universitetet i Basel filosofie doktor 1921, docent 1924, extra ordinarie professor 1931 och ordinarie professor 1936. Handschin var en av samtidens främste kännare av medeltidsmusik, åt vilken större delen av hans rika produktion ägnades. Bland viktigare studier märks Zur Geschichte der Lehre vom Organum (i Zeitschrift für Musikwissenschaft, 1926), Angelomontana polyphonica (i Schweizer Jahrbuch für Musikwissenschaft, 1928), Über Estampie und Sequenz I-II (i Zeitschrift für Musikwissenschaft 1929–1930), Die Rolle der Nationen in der mittelalterlichen Musikgeschichte (i Schweizer Jahrbuch für Musikwissenschaft, 1931), A monument of English midæval polyphony. The manuscript Wolfenbüttel 677 (i The Musical Times, 1933), The two Winchester tropers (i Journal of Theological Studies, 1936), Geschichte der Musik in der Schweiz bis zur Wende des Mittelalters (i Schweizer Musikbuch, 1941), Das Zeremoniewerk Kaiser Konstantins (1942) och Anselmi's treatis on music annoted by Gafori (i Musica disciplina, 1948). Handschin har även behandlat modern musik, psykologiska och estetiska frågor (Der Toncharakter. Eine Einführung in die Tonpsychologie, 1948) samt skrivit smärre studier över Modest Musorgskij, Hector Berlioz med flera. I sin kortfattade Musikgeschichte im Überblick (1948) tog Hanschin avstånd från sedvanlig stilperiodik liksom från flera vedertagna begrepp och åsikter.